# هيجو مولر
هيجو مولر (بالألمانية: Heiko Müller)‏ هو فنان ورسام ألماني، ولد في 13 يناير 1968 في هامبورغ في ألمانيا.